# Michal Bregant
Michal Bregant (* 26. květen 1964 Praha) je český filmový historik, kritik a kurátor.
V letech 1983–1987 vystudoval obor divadelní a filmová věda na Filozofické fakultě UK v Praze. V období 1987–1991 byl zaměstnán ve Filmotéce Československého filmového ústavu (dnes Národní filmový archiv). Od roku 1991 působil jako pedagog na pražské FAMU. Souběžně byl redaktorem a později šéfredaktorem odborného časopisu Iluminace vydávaném Národním filmovým archivem. V roce 1998 získal Fulbrightovo stipendium a působil na Univerzity of Texas (Department of Slavic Languages). Mezi lety 2002–2008 byl děkanem FAMU. Od roku 2008 do roku 2011 řídil FAMU International. V roce 2011 byl jmenován ředitelem Národního filmového archivu.
Ve své odborné práci se zaměřuje na historii českého filmu, experimentální kinematografii, film a vizuální umění (Devětsil, surrealismus v Československu, Karel Teige, Orbis pictus atd.)
Manželkou M. Breganta je bibliografka Polana Bregantová, rozená Zoubková, dcera sochařky Evy Kmentové a sochaře Olbrama Zoubka.